# نادي نانسي
نادي نانسي لكرة القدم (بالفرنسية: Football club de Nancy)‏ والذي يُعرف باسم نادي نانسي (بالفرنسية: FC Nancy)‏ هو نادي كرة قدم فرنسي أٌسس في عام 1901. وانحل في عام 1968.